# Ich hab’ dich doch lieb
Ich hab’ dich doch lieb ist ein Lied der deutschen Schlagersängerin Nicole aus dem Jahr 1983, in Zusammenarbeit mit der deutschen NDW-Band Trio.

## Hintergrund
Geschrieben wurde das Lied von Bernd Meinunger und Ralph Siegel, die schon zuvor zahlreiche Lieder für Nicole geschrieben hatten, insbesondere Ein bißchen Frieden, mit dem die beiden den Eurovision Song Contest 1982 gewannen. Meinunger zeichnete dabei für den Text und Siegel für die Komposition verantwortlich. Inhaltlich beschreibt das Lied die Liebe zu einem Freund, der diese Liebe jedoch nicht erwidert.
Am 4. September 1982 präsentierte Nicole bei Wetten, dass..? ihre Single Papillion. Kandidat in dieser Show war unter anderem Stephan Remmler, der Sänger der NDW-Band Trio. Nachdem Nicole ihr neues Lied präsentierte, musste Remmler den Showregularien zufolge einen Wetteinsatz beitragen. Zwei Frauen hatten gewettet, einem Auto einen Reifen schneller wechseln zu können als ein Team des ADAC. Remmler setzte auf das Frauenteam. Sollte er die Wette verlieren, würde er mit seiner Band Trio den Chor für Nicoles nächste Single übernehmen. Er verlor und folglich musste Trio den Chor bei Nicoles nächster Single singen. Die Aufnahmen fanden in den Olympia Studios München statt. Nicole berichtete später, dass sie nicht gemeinsam mit der Band im Tonstudio gewesen sei.

## Veröffentlichung
Am 8. Januar 1983 präsentierten Nicole und Trio einmalig gemeinsam das Lied in der Fernsehsendung Menschen 82, moderiert von Frank Elstner. Trio-Sänger Stephan Remmler und Trio-Gitarrist Kralle Krawinkel hatten sich vor ein Mikrofon gestellt, während Trio-Schlagzeuger Peter Behrens clownesk vergeblich versuchte, ebenfalls ans Mikrofon zu gelangen. Letztlich gesellte sich Behrens gegen Ende des Liedes zu Nicole, die einige Meter neben Trio Ich hab’ dich doch lieb auf einer weißen, 12-saitigen akustischen Gitarre darbot. Der Auftritt wurde vollplayback zur bereits fertigen Produktion präsentiert. Jedoch unterschied sich diese Version von der später veröffentlichten Single. An mehreren Stellen flüsterte Stephan Remmler den Namen „Nicole“, was ihr missfiel. Auf der später veröffentlichten Single fehlen die Passagen.
Die Erstveröffentlichung von Ich hab’ dich doch lieb erfolgte im Januar 1983 bei Jupiter Records. Diese erschien als 7″-Single mit der von Nicole gesungenen B-Seite Die Augen des weinenden Clowns (Katalognummer: 6.13699 AC). Das Frontcover zeigt Nicole mit ihrer weißen Gitarre sowie mit einer stilisierten Sprechblase, die ein Foto der Band Trio zeigt. Im September 1983 erschien das Lied als Teil von Nicoles dritten Studioalbum So viele Lieder sind in mir (Katalognummer: 6.25666). Zusätzlich erschien im gleichen Jahr eine Fassung in niederländischer Sprache unter dem Namen Ik hou toch van jou als Single (Katalognummer: Jupiter 6.13529). Trio ist hier nur in wenigen Passagen als Chor vertreten.
Im Jahr 2000 arbeitete Nicole an Neuaufnahmen ihrer Hits und veröffentlichte eine neue Fassung von Ich hab’ dich doch lieb – diesmal unter dem Titel Ich hab dich noch lieb mit verändertem Text. Für diese Produktion wurde Stephan Remmler angefragt, ob er erneut den Begleitgesang übernehmen wolle. Dieser sagte ab.

## Chartplatzierungen
Ich hab’ dich doch lieb stieg am 24. Januar 1983 auf Rang 17 der deutschen Singlecharts ein und erreichte seine beste Platzierung vier Wochen später mit Rang acht am 21. Februar 1983. Die Single platzierte sich 17 Wochen am Stück in den Charts, letztmals am 16. Mai 1983. Für Nicole avancierte es nach Flieg nicht so hoch, mein kleiner Freund (Juli 1981), Der alte Mann und das Meer (Dezember 1981), Ein bißchen Frieden (April 1982) und Papillon (September 1982) zum fünften Charthit. Es ist nach Flieg nicht so hoch, mein kleiner Freund und Ein bißchen Frieden ihr dritter und letzter Top-10-Hit. Für Trio ist es nach Da Da Da ich lieb dich nicht du liebst mich nicht aha aha aha (April 1982) und Anna – Lassmichrein Lassmichraus (Oktober 1982) der dritte Top-10- und Charterfolg in Deutschland. Darüber hinaus belegte das Lied Rang drei der deutschen Airplaycharts.
In Österreich platzierte sich das Lied eine Halbmonatsausgabe in den Charts und belegte dabei Rang zehn am 15. Februar 1983. Hier erreichte Nicole nach Flieg nicht so hoch, mein kleiner Freund (Oktober 1981), Ein bißchen Frieden (Mai 1982) und Papillon (Oktober 1982) zum vierten und letzten Mal die Singlecharts. Es ist nach Ein bißchen Frieden ihr zweiter Top-10-Hit. Für Trio ist es nach Da Da Da ich lieb dich nicht du liebst mich nicht aha aha aha (Mai 1982) der zweite Chart- und Top-10-Erfolg in Österreich. In der gleichen Chartwoche stieg in Österreich auch Trios Single Anna – Lassmichrein Lassmichraus erstmals in die Charts ein, allerdings auf Rang 16. Die niederländische Fassung platzierte sich von März bis April 1983 vier Wochen land in den niederländischen Singlecharts und erreichte mit Rang 27 seine beste Platzierung. Hier ist es Ncoles vierter Charthit nach Ein bißchen Frieden (Mai 1982), M’n eigen vrijheid (August 1982) und Papillon (Oktober 1982). Trio erreichte nach Da Da Da I Don’t Love You You Don’t Love Me Aha Aha Aha (Juni 1982) zum zweiten Mal die niederländischen Charts.
| ChartsChartplatzierungen | Höchstplatzierung | Wochen/ Monate |
| ------------------------ | ----------------- | -------------- |
| Deutschland (GfK)        | 8 (17 Wo.)        | 17 Wo.         |
| Österreich (Ö3)          | 10 (½ Mt.)        | ½ Mt.          |